# Malý Irgiz
Malý Irgiz (rusky Малый Иргиз) je řeka v Saratovské oblasti v Rusku. Je 235 km dlouhá. Povodí má rozlohu 3 900 km².

## Průběh toku
Je levým přítokem řeky Volhy, ústí do Saratovské přehrady.

## Vodní stav
Zdroj vody je sněhový. Průměrný roční průtok vody v ústí činí 6,4 m³/s. V létě nad vesnicí Seleznicha systematicky vysychá. V zimě někdy promrzá. Bezodtoká je ročně až 305 dní. Zamrzá v listopadu a rozmrzá v dubnu.